# FreeSync
FreeSync é uma tecnologia de sincronização adaptável que permite que telas LCD e OLED suportem uma taxa de atualização variável, com o objetivo de evitar rasgos e reduzir a trepidação causada pelo desalinhamento entre a taxa de atualização da tela e a taxa de quadros do conteúdo.
O FreeSync foi desenvolvido pela AMD e anunciado pela primeira vez em 2014 para competir com o G-Sync proprietário da Nvidia. É livre de royalties, de uso gratuito e não tem penalidade de desempenho.

## Visão geral
O FreeSync adapta dinamicamente a taxa de atualização da tela às taxas de quadros variáveis que resultam da carga irregular da GPU ao renderizar conteúdo de jogos complexos, bem como às taxas mais baixas de 23,97/24/29,97/30 Hz usado por conteúdo de vídeo fixo. Isso ajuda a remover atrasos causados pela interface de vídeo ter que finalizar o quadro atual e tela rasgada ao iniciar um novo quadro no meio da transmissão (com sincronização vertical desativada). A faixa de taxas de atualização suportadas pelo padrão é baseada nas capacidades relatadas pelo monitor. O FreeSync pode ser ativado automaticamente pelo plug and play, tornando-o transparente para o sistema operacional e o usuário final. O FreeSync não se limita apenas às placas de vídeo AMD, o FreeSync também é compatível com placas de vídeo Nvidia selecionadas e consoles selecionados.
As transições entre diferentes taxas de atualização são contínuas e indetectáveis para o usuário. O mecanismo de sincronização mantém a interface de vídeo na taxa de clock de pixel estabelecida, mas ajusta dinamicamente o intervalo de apagamento vertical. O monitor continua exibindo a imagem recebida até que um novo quadro seja apresentado ao buffer de quadros da placa de vídeo, então a transmissão da nova imagem começa imediatamente. Este mecanismo simples proporciona baixa latência do monitor e uma experiência de visualização suave e praticamente sem interrupções, com complexidade de implementação reduzida para o controlador de tempo (TCON) e a interface do painel de exibição. Também ajuda a melhorar a vida útil da bateria, reduzindo a taxa de atualização do painel quando não recebe novas imagens.

### Tecnologia
O FreeSync original é baseado no DisplayPort 1.2a, usando um recurso opcional que a VESA denomina Adaptive-Sync. Este recurso foi por sua vez portado pela AMD a partir de um recurso de atualização automática do painel (PSR) do Embedded DisplayPort 1.0, que permite que os painéis controlem sua própria atualização destinada à economia de energia em laptops. O AMD FreeSync é, portanto, uma solução de hardware e software que usa protocolos disponíveis publicamente para permitir uma jogabilidade suave, sem cortes e com baixa latência.
O FreeSync também foi implementado no HDMI 1.2+ como uma extensão de protocolo. O HDMI 2.1+ também tem seu próprio sistema nativo de taxa de atualização variável.

## Níveis do FreeSync
A tecnologia AMD FreeSync é dividida em três níveis conhecidos como AMD FreeSync, AMD FreeSync Premium e AMD FreeSync Premium Pro. O AMD FreeSync exige que o monitor passe pela certificação de baixa latência e variação da taxa de atualização para corresponder à saída de renderização da placa gráfica.
O AMD FreeSync Premium exige requisitos adicionais de Compensação de Baixa Taxa de Quadros (LFC) e taxa de atualização de pelo menos 120 Hz em resolução FHD. O LFC ajuda a garantir que quando a taxa de quadros de um jogo estiver abaixo da taxa de atualização mínima suportada por um monitor, os quadros sejam exibidos várias vezes para que a taxa de quadros permaneça na taxa de atualização suportada pelo monitor e a jogabilidade seja mantida.
O AMD FreeSync Premium Pro adiciona requisitos de luminância e ampla gama de cores.

### FreeSync Premium Pro
Em janeiro de 2017, a AMD anunciou a segunda geração do FreeSync, conhecida como FreeSync 2 HDR. Em janeiro de 2020, a AMD anunciou que o FreeSync 2 HDR seria renomeado para FreeSync Premium Pro. Os requisitos incluem remover a taxa mínima de quadros e definir uma latência máxima na tela. O FreeSync Premium Pro também dobra o volume de cores com suporte para espaços de cores de ampla gama de cores e maior brilho da tela, permitindo suporte direto de telas compatíveis com HDR pelo driver de dispositivo da placa de vídeo e software de aplicativo. Os metadados DisplayID / EDID do Display para cores primárias e luminâncias máximas/mínimas são usados para ajustar a etapa de mapeamento de tons ao gravar no buffer de quadros, descarregando assim o espaço de cores e o processamento da função de transferência do gerenciamento de cores do sistema operacional e do circuito da interface de vídeo, o que reduz a latência de saída.

## APUs e GPUs compatíveis com FreeSync
Todas as GPUs AMD a partir da 2ª iteração do Graphics Core Next oferecem suporte ao FreeSync.
Nvidia série 10 (Pascal) e GPUs mais recentes com versão de driver 417.71 ou superior oferecem suporte ao FreeSync.
APUs de console:
- APU AMD Durango no console Microsoft Xbox One. (FreeSync)
- APU AMD Edmonton no console Microsoft Xbox One S. (FreeSync Premium Pro anteriormente conhecido como FreeSync 2.0 com HDR)
- APU AMD Scorpio no console Microsoft Xbox One X. (FreeSync Premium Pro anteriormente conhecido como FreeSync 2.0 com HDR)
- APU AMD Lockhart no console Microsoft Xbox Series S. (FreeSync Premium Pro anteriormente conhecido como FreeSync 2.0 com HDR)
- APU AMD Scarlett no console Microsoft Xbox Series X. (FreeSync Premium Pro anteriormente conhecido como FreeSync 2.0 com HDR)